# Славко Стојковић
Др Славко Ђ. Стојковић (Неготин, 22. септембар 1900 − Београд, 4. април 1983) био је српски и југословенски правник, професор и дипломата.
Био је секретар Сталне делегације Краљевине Југославије при Друштву народа у Женеви, правник, хонорарни професор Правног факултета у Београду, редовни професор Економско−комерцијалне високе школе  (данашњег Економског факултета) у Београду, државни заступник при међународним судовима, начелник Правног одељења Министарства иностраних послова (МИП-а) Краљевине Југославије, члан делегације Краљевине Југославије на XIX заседању Скупштине Друштва народа у Женеви од 12. до 30. септембра 1938.

## Биографија
Рођен је 22. септембра 1900. у Неготину, округ Крајински, као пето дете оца Ђорђа С. Стојковића, управника грађанске школе (гимназије) и мајке Лепосаве. Похађао је Другу београдску гимназију. Четврти разред гимназије завршио је у јуну 1914, а виши течајни испит положио у истој гимназији 24. септембра 1919. Свршио је правни факултет и докторат у Паризу 14. марта 1924. Одбранио је докторску дисертацију у области међународне арбитраже.
Запослио се као приправник у Министарству иностраних послова 1. маја 1925. Почетком 1929.  упућен је на рад у Краљевску делегацију при Репарационој комисији у Паризу као писар, а 1930.  на захтев заступника у Краљевском посланству у Хагу, премештен у то посланство где је остао до јануара 1933.
За хонорарног наставника Правног факултета у Београду на Катедри грађанског права са међународним приватним правом изабран је на седници Савета Правног факултета октобра 1933. године. У међувремену је именован за секретара Сталне делегацију Краљевине Југославије при Друштву народа у Женеви, "па је тако Факултет остао без одличног стручњака за Међународно јавно и Међународно приватно право." На месту секретара Сталне делегације у Женеви радио је  од септембра 1933. до јула 1935.
Именован је за заступника Краљевине Југославије у свим парницама пред југословенско-немачким и југословенско-мађарским мешовитим судовима 1. августа 1935.
Указом Министра просвете од 1. јула 1937. постављен је за редовног професора међународног права и дипломатске историје на новооснованој Економско-комерцијалној високој школи у Београду (данашњи Економски факултет у Београду). Указом краљевских намесника од 15. септембра 1939. постављен је за начелника Правног одељења Министарства иностраних послова. Одлуком Председника Министарског савета од 7. новембра 1941. стављен је на располагање, а затим пензионисан 17. октобра 1942.
Био је државни заступник Краљевине Југославије пред Сталним судом међународне правде у Хагу у спору са Швајцарском владом у случају Лозингер (the Losinger Case,1935-1936), као и у спору са Мађарском око примене аграрне реформе на мађарске држављане (The Pajzs, Czáky, Esterházy Case, 1935-1936).
Заједно са професором Томом Живановићем био је делегат Краљевине Југославије на Конференцији о сузбијању тероризма. Током рада од 1-16. новембра 1937, Конференција је разматрала нацрте које је саставио одбор експерата основан у складу са резолуцијом Савета друштва народа од 10. децембра 1934. и усвојила следеће акте:
1. Конвенцију о превенцији и сузбијању тероризма (Convention pour la prévention et la répression du terrorismе);
2. Конвенцију о стварању међународног суда (Convention pour la création d'une cour pénale internationale).
Присуствовао је потписивању Протокола о приступању Југославије Тројном пакту. Током потписивања, пред око 150 немачких и страних новинара, "противно протоколу, југословенски посланик у Берлину, Иво Андрић, и начелник Министарства спољних послова, др Славко Стојковић, који је био у југословенској делегацији, нису стајали иза Цветковића и Цинцар-Марковића, већ негде у углу дворане са још неколико југословенских представника", записао је Данило Грегорић.
После Другог светског рата био је правни саветник у Привредном савету и Министарству финансија ФНРЈ и главни правни саветник Народне банке Југославије. Учествовао је као арбитар и председник арбитражних већа у више спорова по правилнику Спољнотрговинске арбитраже при Привредној комори Југославије. Заступао је југословенско предузеће Енергопројект у више арбитражних поступака у иностранству.
Умро је 1983. године у Београду. Сахрањен је 6. априла 1983. на Новом гробљу.
Био је ожењен Милицом (надимак: Боћа), која је завршила медицински факултет у Француској и са њом је имао двоје деце, Ђорђа и Станка. Ђорђе се  иселио у Шведску, а Станко у Сједињене Америчке Државе.

## Радови
1. De l’autorité de la sentence arbitrale en droit international public, Université de Paris. Faculté de droit, thèse pour le doctorat, Publication: E. Sagot, Paris, 1924 (264 p.);
2. "Резултати четврте Скупштине Друштва Народа". Раскрсница, 1923, т. II, стр. 57–63.
3. "Стални суд међународне правде у Хагу", Раскрсница, 1924, т. III, св. 13 и 14, стр. 91-93, св.15, стр. 53-56, св. 17 и 18, стр. 70-81;
4. "Проблем европске сигурности", Раскрсница, 1924, т. IV, стр. 47-53.
5. "Питање Св. Наума"v, Нови живот 1925, т. XXII, стр. 169-172, 203-210, 232-236, 270-278, 296-302, 331-335 и 360-366;
6. "Основи теорије о међународној одговорности држава", Архив за правне и друштвене науке, књига XV (XXXII) 1-2/1927, стр. 26-49 (прештампано у Архиву бр. 3/1997, стр. 449-472);
7. "Питање бриселских конвенција из међународног поморског права", Споменица за III главну скупштину Конгреса правника Краљевине Срба, Хрвата и Словенаца у Сарајеву, 1927, стр. 103-107;
8. "Дипломатска и конзуларна служба", Јубиларни зборник Живота и рада Срба, Хрвата и Словенаца, 1929, т. II, стр. 744-752.
9. "Les Tribunaux arbitraux mixtes et leur jurisprudence", Аnnuaire de l’Association Yougoslave de Droit International, Belgrad Paris, 1931, 255-263;
10. "Хипотека на речним бродовима у словенским државама", главни реферат за први Конгрес правника словенских држава у Братислави, 1933 (коаутор са Иваном В. Субботићем);[5]
11. "Eвропска и америчка доктрина мира", Српски књижевни гласник, 1933, т. XXXVIII, pp. 32-41, 125-135;
12. "Неколико примедаба о примени правила Locus regit actum у нашем брачном праву", Архив, 1933, т.в XLIII, pp. 283-301;
13. "O признавању страних статутских пресуда и о примени хашке конвенције о браку код нас", Архив, 1933, т. XLIII, pp. 461-481;
14. "La Petite Entente et l'Entente Balkanique",  Études centro-européennes, 1937, pp. 203-224; (предавање одржано на Чехословачкој летњој школи у Татранској Ломници у августу 1937).[6]
15. Основи грађанског права, Београд, 1940;
16. Енциклопедија права по предавањима др Славка Стојковића, Београд, 1940;
17. Енциклопедија права, Београд, 1941;
18. Основи међународног права, Београд, 1947;
19. Основи грађанског права, Београд, 1948;
20. Облигациони односи са елементом иностраности, Београд, 1959;
21. Купопродајни уговор у спољној трговини, Београд, 1959;
22. "Разматрања о међународним елементима у међународном приватном праву", Југословенска ревија за међународно право, 1959, VI, 3, стр. 334-365 (са апстрактом на француском: Considérations sur les éléments internationaux en droit international privé, Југословенска ревија за међународно право  no. 3/1959, pp. 363–365);
23. "Међународно приватно право у светлости досадашњих искустава", Југословенска ревија за међународно право, 1960, VII, 3, с. 462-498;
24. "Савремене тенденције међународног приватног права", Југословенска ревија за међународно право, 1961, VIII, 1, ст. 20-48;
25. "Пренос својине, прелазак ризика и чување ствари. Рокови испоруке", 1961 -- Саветовање о нацрту униформног закона о међународној купопродаји телесних покретних ствари (22 стране);
26. "Неколико актуелних питања међународне трговинске арбитраже", Југословенска ревија за међународно право, 1962, IX, 3, с. 321-359;
27. "О неким проблемима у стварању и изједначењу права међународних привредних односа" – Југословенска ревија за међународно право, 1963, X, 3, стр. 338-367;
28. "Правни извори и инструменти међународне трговине", Београд 1964;
29. "Материјално право које се примењује у арбитражи за мериторно решавање спорова", Саветовање о спољнотрговинској арбитражи, Београд 1964; такође објављен у: Југословенска ревија за међународно право, 1964, XI, 2, стр. 201-234
30. "Развој међународног речног права и значај изградње хидроенергетског и пловидбеног система у Ђердапу за међународну пловидбу", Југословенска ревија за међународно право", 1965, XII, 1, стр. 1-28;
31. Anerkennung und Vollstreckung ausländischer Schiedsspüche in Jugoslawien, Rabels Zeitschrift für ausländisches und internationales Privatrecht (1966), 685-700.
32. "Могућност постојања међународне арбитраже независне од националних закона", Спољнотрговинска арбитража III, Поништај и извршење арбитражних одлука", Београд 1966, стр. 101-108;
33. "L’importance de la construction du système hydro-électrique et de navigation dans le secteur des portes de fer pour la navigation international", Jugoslovenska revija za međunarodno pravo, Vol. 15, 1968, 1/2, pp. 120-135;
34. "Банкарски послови у спољној трговини", 1968 - предавање са симпозијума "Правна проблематика економских односа (посебно спољне трговине) између Југославије и САД (15 страна);
35. "Примена међународног права на уговоре које закључују државе и међународне привредне организације у вршењу економско-финансијских делатности међународног карактера", допуна на скрипта: Мајхснер, Вјекослав, Правни аспект новца у домаћем и међународном праву, Економски факултет Универзитета у Скопју, настава трећег степена из монетарно-кредитних проблема, Скопје, 1967. Такође штампано у: Анали Правног факултета - Београд, 1969, XVII, 1, стр. 17-40;
36. Систем међународног плаћања и утицај промене вредности новца на новчане обавезе, Београд 1969;